# Marcos Morau

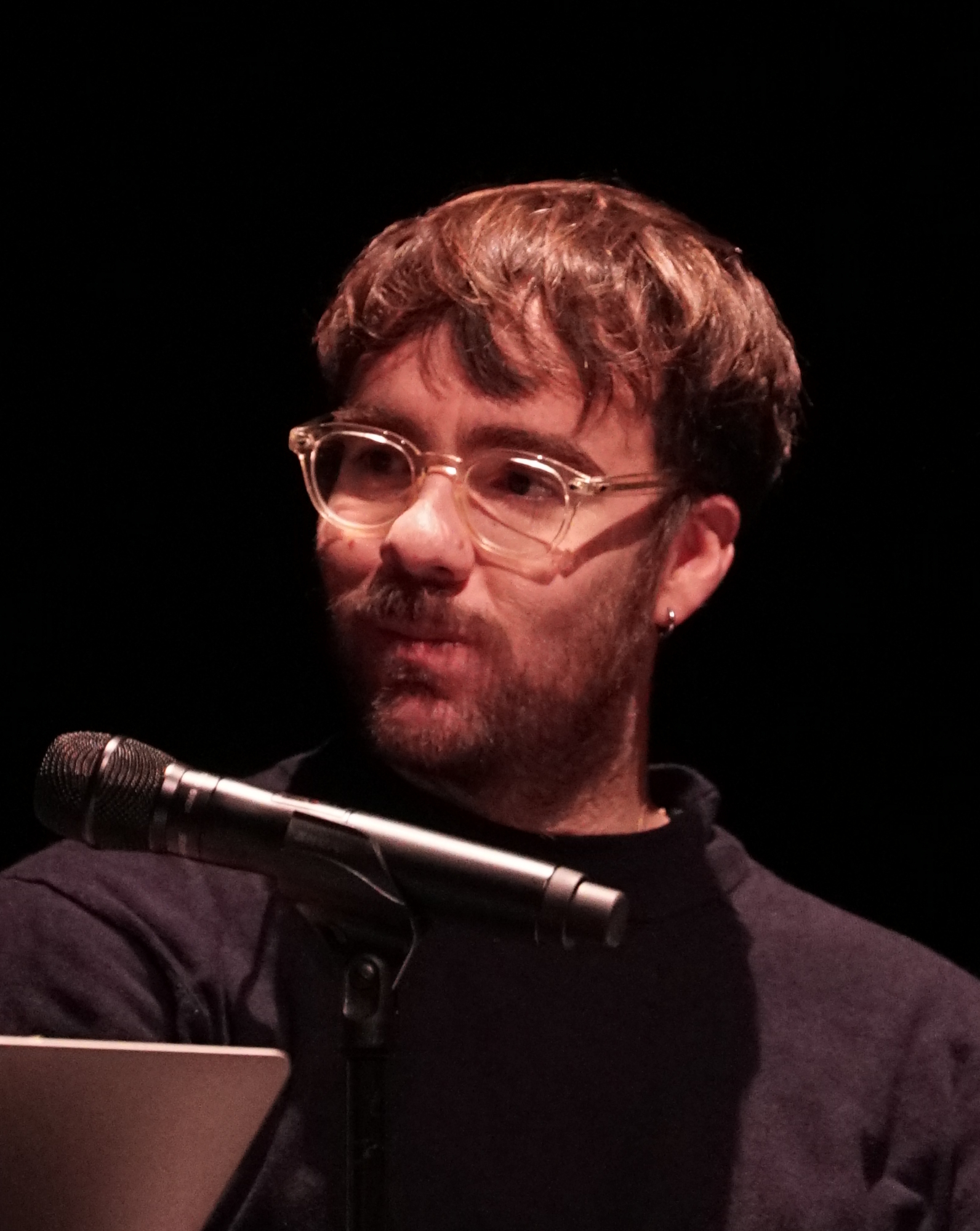
Marcos Morau

Marcos Morau (Valencia, 1982) is een Spaanse choreograaf/regisseur, verbonden aan het kunstenaarscollectief La Veronal. Hij won diverse prijzen, waaronder de Nationale Dansprijs van het Spaanse ministerie voor cultuur, in 2013.

## Opleiding en werk
Marcos Morau studeerde choreografie in Barcelona, Valencia en New York. Daarnaast volgde hij studies fotografie en dramaturgie.
In 2005 richtte hij de groep La Veronal op waarin dansers, filmers, theatermakers, schrijvers en fotografen samenwerken. La Veronal maakte een aantal producties die een land of stad als uitgangspunt namen waarin de relaties tussen dans en geografie werden onderzocht, vaak gekoppeld aan een abstract idee of thema. Morau schiep zo zijn eigen werkelijkheid. Morau werd als vernieuwend gezien, vanwege deze aanpak, het samenbrengen van uiteenlopende kunstdisciplines en de bijzondere wat hoekige dansstijl.

## Internationaal
De stukken van Morau werden ook door andere gezelschappen opgevoerd zoals het Royal Danish Theatre en het Ballet van de Nationale Opera du Rhin. 
La Veronal voerde stukken van Morau uit op diverse internationale festivals, zoals de Biennale di Venezia, Julidans Amsterdam en Sadler’s Wells in Londen.

## Scapino
Voor het Scapino Ballet maakte hij naast kleine producties, de voorstellingen Pablo (2016) en Cathedral (2019).
- Bibliothèque nationale de France: cb17719621b (data)
- Gemeinsame Normdatei: 1064068057
- International Standard Name Identifier: 0000 0004 6465 8696
- Virtual International Authority File: 8152329131802670991